# Olof Persson (direktör)
Olof Erland Persson, född 22 juni 1964 i Hunnebostrand i Bohuslän, är en svensk industriman. Han var verkställande direktör och koncernchef för AB Volvo 2011-2015 och medlem av koncernledningen 2006-2014.

## Biografi

### Tidig karriär
Olof Persson har en ekonomie kandidat-examen i företagsekonomi från Karlstads universitet. Olof Persson har varit verksam vid ABB och dess dotterbolag Adtranz
Han har även varit verksam inom Daimler-Chrysler och var 2004–2006 chef för en division inom Bombardier Transportation.

### Volvo
Hans karriär inom Volvo inleddes 2006–2008 som VD för Volvo Aero och 2008–2011 följde posten som vd för Volvo Construction Equipment i Bryssel I mars 2011 meddelade AB Volvo i ett pressmeddelande att Persson utsetts till bolagets nya VD efter Leif Johansson. Persson skulle fasas in som koncernchef genom att gå in som vice vd och ställföreträdande koncernchef den 1 maj 2011 och tillträdde som VD och koncernchef den 1 september 2011.
Persson införde under sin tid som VD för Volvo en funktionell organisation, banade väg för kostnadsbesparingar, slöt samarbetsavtal med den kinesiska lastbilstillverkaren Dongfeng, lanserade ett gemensamt modellprogram för lastbilsvarumärkena och påbörjade en renodling av koncernen genom att sälja Volvo Aero. Han inledde ett sparprogram som skulle sänka de årliga kostnaderna med 10 miljarder kronor men kritiserades för att kostnaderna inte minskade tillräckligt snabbt. Dessutom misslyckades han med att stärka Volvo och speciellt med ett mål han uttalat redan vid tillträdet 2011; att rörelsemarginalen skulle höjas med 3 procentenheter från dåvarande 8,7%. Istället sjönk marginalen under hans tid som vd.
Volvos styrelse meddelade den 22 april 2015 att koncernens finanschef Jan Gurander skulle bli tillförordnad VD fram till oktober 2015, då Martin Lundstedt, tidigare VD och koncernchef för Scania, skulle överta uppdraget.

### Iveco
I januari 2022 avyttrade CNH Industrial sitt dotterbolag Iveco och noterade det på Milanobörsen. I samband med detta invaldes Persson i Ivecos styrelse. Den 1 juli 2024 utsågs han till Ivecos vd och koncernchef.

### Övriga uppdrag
Persson invaldes 2013 som ledamot av Kungliga Ingenjörsvetenskapsakademien. Efter att ha lämnat Volvo utsågs Persson till styrelseordförande för New Wave Group AB.

## Ersättningar och förmåner
För år 2013 var Perssons lön 13,1 miljoner kronor, varav knappt 1,2 miljoner kronor utgjorde rörlig ersättning. Hans övriga förmåner var främst bil- och bostadsförmåner, uppgående till cirka 900 000 kronor. Den rörliga delen beräknas på koncernens rörelsemarginal samt sex månaders rullande kassaflöde. Den kan uppgå till som mest 75 procent av den fasta lönen.